# Рабинович FM
Рабинович FM (Рабинович ФМ) — украинская юмористическая радиостанция, основу формата которой составляют музыкальные программы. Выходила в радиоэфир города Киев с июля по октябрь 2014 года, принадлежала украинскому предпринимателю и политику Вадиму Рабиновичу.

## История
О запуске собственной радиостанции Вадима Рабиновича было объявлено 9 апреля 2014 года, когда он сам участвовал в выборах Президента Украины. К середине июля стало известно о том, что в Киеве новая радиостанция будет запущена на частоте 94,2 МГц, до этого принадлежавшей станции «Ренессанс».
Презентация радиостанции состоялась 10 июля 2014 года в киевском кафе, её вещание началось в этот день с 0-00. Руководство «Рабинович FM» планирует расширять зону вещания, планируя получить частоту во Львове, Одессе и других городах Украины. В ходе презентации прошёл конкурс анекдотов о Вадиме Рабиновиче среди присутствующих журналистов, победителем которого стал шеф-редактор сайта «Афиша. Gloss.ua» Валентин Краснобаев. Его анекдот с завтрашнего дня будет звучать в эфире станции, а в награду он получил мотороллер.
7 августа Национальный совет Украины по вопросам телевидения и радиовещания объявил радиокомпании ООО «Радио Континент» предупреждение за запуск «Рабинович ФМ» на частоте «Радио Ренессанс» до того, как были внесены изменения в лицензии и изменения в программной концепции без согласования (доля развлекательных программ сократилась с 18 часов в сутки до 0, в то время как музыкальных программ стало 21 час в сутки, также снизилось количество информационно-аналитических программ). Вместе с тем изменения в лицензии компании Нацсоветом были внесены.

### Прекращение вещания
25 сентября Нацсовет внёс изменения к лицензии ООО «Радио „Континент“», по которым радиокомпания сменила позывной «Рабинович ФМ» на «Радио 24» (на основании лицензионного договора от 1 сентября 2014 года на использование знака для товаров и услуг с ООО «ТРК „Праймедиа“» — владельцем сети «Радио 24»)). Также была сменена программная концепция на информационно-музыкальный формат: 12 часов в сутки информационно-аналитических программ, 8 часов — развлекательно-музыкальных и 4 часа — рекламы, элементов оформления эфира и анонсов.
С 1 октября на частоте радиостанции вышло в эфир «Радио 24», подписавшее договор с владельцем частоты — Business Radio Group. По словам директора этой станции Романа Андрейко, контракт «Рабинович FM» с «Радио Континент» длился до конца сентября, и «Радио 24» вышло в эфир на законных основаниях, условия её лицензий соответствуют требованиям Нацсовета, и именно включение «Рабинович-ФМ» было незаконным. В пресс-службе партии «Оппозиционный блок» (членом которой является Рабинович) отключение радио назвали незаконным и связали с грядущими парламентскими выборами.
Позже Вадим Рабинович представил часть договора с Business Radio Group, по которому та обязалась обеспечить вещание с 1 июля по 31 декабря 2014 года. Владелец Business Radio Group Анатолий Евтухов признал наличие этого соглашение, однако его условием было успешность проекта. Сама же сделка была приостановлена акционерами компании, среди причин выбора «Радио 24» он указал на наличие у неё сетевой структуры. Директор ООО «Радио „Континент“» Андрей Соломаха назвал причиной прекращения сотрудничества с «Рабинович ФМ» предупреждение Нацсовета за запуск станции до внесения соответствующих изменений в лицензии.

## Формат
В момент объявления о запуске сообщалось, что контент радиостанции будут составлять как новостная тематика, так и музыкальная составляющая. Акцент делался на то, что в эфире будут представлены анекдоты от Вадима Рабиновича, которые он «обещает отбирать каждодневно и собственноручно».